# Рене Пухер
Рене Пухер (словац. René Pucher; 2 грудня 1970, м. Пряшів, ЧССР) — словацький хокеїст, центральний нападник. 
Виступав за ХК «Кошице», ХК «Пряшів», ХК «Тургау», ХК «Лозанна», «Гавіржов Пантерс», МХК «Мартін».
У складі національної збірної Словаччини провів 84 матчі (20 голів); учасник зимових Олімпійських ігор 1994, учасник чемпіонатів світу 1994 (група C), 1995 (група B), 1996 і 1997. 
Брат: Петер Пухер.
Досягнення
- Чемпіон Словаччини (1995, 1996, 1999), срібний призер (1994, 1997, 1998)
- Володар Континентального кубка (1997).